# ハインリヒ4世 (メクレンブルク公)
ハインリヒ4世（Heinrich IV., 1417年 - 1477年3月9日）は、メクレンブルク公（在位：1422年 - 1477年）。

## 生涯
ハインリヒ4世はメクレンブルク公ヨハン4世とカタリーナ・フォン・ザクセン＝ラウエンブルクの息子で、その肥満した身体と贅沢な生活から「肥満公」と呼ばれた。
1422年の父の死後にメクレンブルク公領を相続したが、母カタリーナが1436年まで摂政を務めた。その後、1442年に弟ヨハン5世が死去するまで共同で統治した。ブランデンブルク選帝侯フリードリヒ1世の娘ドロテア・フォン・ブランデンブルクと結婚した。
1436年にヴェルレ領主ヴィルヘルムが死去すると、ヴェルレ系メクレンブルク家の男系は断絶し、ヴェルレはメクレンブルク公領のものとなった。また、1471年にメクレンブルク＝シュタルガルト公ウルリヒ2世が死去すると、メクレンブルクは再びハインリヒ4世のもとに統一された。
ポメラニア公とブランデンブルク選帝侯の間に勃発したシュテティーン継承戦争は、ハインリヒ4世の調停により1472年5月下旬に終結した。
ハインリヒ4世は晩年に、徐々にその権力を息子のアルブレヒト6世、ヨハン6世およびマグヌス2世に移譲した。ハインリヒ4世の死後、ヨハン6世が1474年に、アルブレヒト6世が1483年に亡くなるまで、3人は共同統治を行った。アルブレヒト6世の死後、マグヌス2世は単独で統治を行った。末息子バルタザールは公領の支配にはほとんど関心を持たなかった。
ハインリヒ4世は1477年に亡くなり、ドベラーン修道院に埋葬された。

## 子女
- アルブレヒト6世（1438年 - 1483年） - メクレンブルク公
- ヨハン6世（1439年 - 1474年） - メクレンブルク公
- マグヌス2世（1441年 - 1503年） - メクレンブルク公
- カタリーナ（1442年 - 1451/2年）
- アンナ（1447年 - 1464年）
- エリーザベト（1449年 - 1506） - リーブニッツ女子修道院長
- バルタザール（1451年 - 1507年） - メクレンブルク公、1479年までシュヴェリーン教区の司教補佐を務めた。